# 広島県道・岡山県道102号下御領井原線
広島県道・岡山県道102号下御領井原線（ひろしまけんどう・おかやまけんどう102ごう しもごりょういばらせん）は、広島県福山市から岡山県井原市に至る一般県道である。

## 概要
広島県福山市神辺町下御領から岡山県井原市上出部町（かみいずえちょう）に至る。
国道313号（国道486号重複）と並行し、国道の代替路線としての機能を有する。

### 路線データ
- 起点：広島県福山市神辺町字下御領（国分寺前交差点、国道313号交点、広島県道181号下御領新市線起点）
- 終点：岡山県井原市上出部町（上出部町東桜木交差点、岡山県道34号笠岡井原線交点）
- 実延長
  - 広島県：5.053 km[1]
  - 岡山県：4.8 km[2]

## 歴史
- 1972年（昭和47年）11月24日 - 岡山県告示第1192号および 広島県告示第983号[1]により認定。
- 2006年（平成18年）3月1日 - 深安郡神辺町が福山市に編入。
- 2014年（平成26年）
  - 2月18日 - 岡山県告示第70号により広島県境付近の旧道区間[注釈 1]が井原市道に移行[3]。
  - 4月27日 - 14時、広島県告示第366号により国道313号（国道486号重複）神辺バイパスが部分開通[4]。これにより神辺バイパスとの交点「中島交差点」が運用開始。

## 路線状況

### 重複区間
- 広島県道189号福山上御領線（広島県福山市神辺町大字八尋）
- 岡山県道・広島県道3号井原福山港線（岡山県井原市大江町）

### 道路施設

#### 橋梁
- 広島県
  - 新唐橋（高屋川、福山市）

#### 並行する旧街道
- 旧 古代山陽道 [注釈 2]

## 地理

### 通過する自治体
- 広島県
  - 福山市
- 岡山県
  - 井原市

### 交差する道路
| 交差する道路                                       | 都道府県名 | 市町村名 | 交差する場所                 | 交差する場所                |
| -------------------------------------------------- | ---------- | -------- | ---------------------------- | --------------------------- |
| 国道313号 国道486号 重複 広島県道181号下御領新市線 | 広島県     | 福山市   | 神辺町字下御領               | 国分寺前交差点 / 起点       |
| 国道313号 / 神辺バイパス 国道486号 重複            | 広島県     | 福山市   | 神辺町字上御領               | 中島交差点                  |
| 広島県道189号福山上御領線 重複区間起点             | 広島県     | 福山市   | 神辺町大字八尋               |                             |
| 広島県道189号福山上御領線 重複区間終点             | 広島県     | 福山市   | 神辺町大字八尋               |                             |
| 岡山県道・広島県道3号井原福山港線 重複区間起点     | 岡山県     | 井原市   | 大江町                       |                             |
| 岡山県道・広島県道3号井原福山港線 重複区間終点     | 岡山県     | 井原市   | 大江町                       |                             |
| 岡山県道34号笠岡井原線                             | 岡山県     | 井原市   | 上出部町（かみいずえちょう） | 上出部町東桜木交差点 / 終点 |

### 交差する鉄道
- 井原鉄道井原線

### 沿線
主要施設
- 井原鉄道井原線
  - 御領駅 - 井原駅
- 福山市立神辺東中学校
- 神辺工業団地
- 井原市立大江小学校
- 井原運動公園

名所・旧跡・観光地
- 備後国分寺
- 葛原勾当旧宅
- 長澤神社
- 相原公園 - 桜の名所
- 井原リフレッシュ公園
- 嫁いらず観音院